# Radava
Radava (Hongaars:Rendve) is een Slowaakse gemeente in de regio Nitra, en maakt deel uit van het district Nové Zámky.
Radava telt 853 inwoners.